# Challenger de Mauthausen
El Upper Austria Open es un torneo profesional de tenis. Pertenece al ATP Challenger Tour. Se juega desde el año 2022 sobre pistas de tierra batida, en Mauthausen, Austria.

## Palmarés

### Individuales
| Año  | Campeón          | Finalista     | Resultado        |
| ---- | ---------------- | ------------- | ---------------- |
| 2022 | Jurij Rodionov   | Jiří Lehečka  | 6–4, 6–4         |
| 2023 | Hamad Medjedovic | Filip Misolic | 6–2, 6–7(5), 6–4 |
| 2024 | Lucas Pouille    | Jozef Kovalík | 6–3, 6–3         |
| 2025 | Cristian Garín   | Tomás Barrios | 3–6, 6–1, 6–4    |

### Dobles
| Año  | Campeones                          | Finalistas                         | Resultado        |
| ---- | ---------------------------------- | ---------------------------------- | ---------------- |
| 2022 | Sander Arends David Pel            | Johannes Härteis Benjamin Hassan   | 6–4, 6–3         |
| 2023 | Romain Arneodo Sam Weissborn       | Constantin Frantzen Hendrik Jebens | 6–4, 6–2         |
| 2024 | Constantin Frantzen Hendrik Jebens | Ryan Seggerman Patrik Trhac        | 6–4, 6–4         |
| 2025 | Nico Hipfl Jérôme Kym              | Ryan Seggerman David Stevenson     | 7–5, 3–6, [10–2] |